# Stanislav J. Kirschbaum
Stanislav J. Kirschbaum (* 6. August 1942 in Bratislava) ist ein kanadischer Osteuropahistoriker, Politikwissenschaftler und Hochschullehrer.

## Leben und Wirken
Stanislav J. Kirschbaum kam 1949 mit seiner Familie aus der Slowakei nach Kanada. Nach seinem Schulbesuch in Genf, Montreal und Toronto studierte ab 1959 Sozialwissenschaften an der Universität Ottawa und schloss dort 1964 mit der Bachelorprüfung ab. Den Magistergrad erwarb er 1966 an der University of Toronto. Nachdem er 1968 noch eine Diplomprüfung in „Russian and East European Studies“ absolviert hatte, wechselte der an die Universität Paris, wo er 1970 bei Hélène Carrère d’Encausse promovierte. Seit 1970 lehrt Kirschbaum an der York University Politikwissenschaft und osteuropäische Geschichte. Gastprofessuren hatte er an der Universität Montréal, der Université Laval und der Trnavská univerzita in der Slowakei inne. In seinen wissenschaftlichen Arbeiten beschäftigt sich Kirschbaum vor allem mit der jüngeren Geschichte der Slowakei und ihrer politischen Entwicklung sowie der internationalen Beziehungen.
Im Jahre 1994 wurde er in Frankreich mit dem Ordre des Palmes Académiques ausgezeichnet, 2002 wurde Kirschbaum ein Mitglied der Royal Society of Canada.

## Veröffentlichungen (Auswahl)
- Kontinuität und politischer Wechsel in der Tschechoslowakei 1968. In: Bohemia, Bd. 15 (1974), S. 378–395.

- Die Entwicklung des Föderalismus in der Tschechoslowakei. In: Zeitschrift für Ostforschung, Bd. 24 (1975), S. 272–287.
- Die Stellung der Slowakischen Volkspartei zur Außenpolitik Prags. In: Karl Bosl (Hrsg.): Gleichgewicht – Revision – Restauration. Die Außenpolitik der Ersten Tschechoslowakischen Republik im Europasystem der Pariser Vororteverträge. Oldenbourg, München 1976, S. 315–335, ISBN 3-486-44521-9.

- (Hrsg.): Slovak politics. Essays on Slovak history in honour of Joseph M. Kirschbaum. Slovak Institute, Cleveland, Ohio 1983, ISBN 0-9610908-0-4.

- (Hrsg.): Reflections on Slovak history. Toronto 1987, ISBN 0-921985-00-2.
- Slovaques et Tchéques. Essai sur un nouvel aperçu de leur histoire politique.  Éd. l’Âge d’Homme, Lausanne 1988 (= Dissertation Universität Paris).
- A history of Slovakia. The struggle for survival. St. Martin’s Press, New York 1995, ISBN 0-312-10403-0 (2. Aufl. 2005, ISBN 1-4039-6929-9).
- Dilemmas of democracy in Slovakia. In: Österreichische Osthefte, Bd. 38 (1996), H. 4, S. 477–496.
- (Hrsg.): Historical reflections on Central Europe. St. Martin’s Press, New York 1999, ISBN 0-312-22006-5.
- Historical dictionary of Slovakia (= European historical dictionaries, Bd. 31). Scarecrow, Lanham, Md. 1999, ISBN 0-8108-3506-1 (3. Aufl. 2014, ISBN 978-0-8108-8029-0).
- The Democratic Process and Political Culture in Central Europe. The Historical Dimension. In: Ernst-Peter Brezovszky (Hrsg.): Multikulturalität und Multiethnizität in Mittel-, Ost- und Südosteuropa. Lang, Frankfurt/M. 1999, S. 279–303, ISBN 3-631-35162-3.
- The first Slovak republic (1939–1945). Some thoughts on its meaning in Slovak history. In: Österreichische Osthefte, Bd. 41 (1999), H. 3–4, S. 405–425.
- The Martinovics Conspiracy and the Slovaks. In: Österreichische Osthefte, Bd. 43 (2001), H. 1, S. 45–55.
- The dissolution of Czechoslovakia. A case of failed state building? In: John Coakley (Hrsg.): The territorial management of ethnic conflict. 2. Aufl. Cass, London 2003, S. 229–263, ISBN 0-7146-4988-0.
- Die Herausforderung der slowakischen Geschichte nach dem Zweiten Weltkrieg. In: Beata Blehova (Hrsg.): Die Bildungs-, Wissenschafts- und Kulturpolitik in der Slowakei 1945–2004 (= St. Pöltner Osteuropa-Studien, Bd. 2). Lang, Frankfurt/M. 2003, S. 33–35, ISBN 3-631-53017-X.

- Der Überlebenskampf der Slowakei. In: Ost-West. Europäische Perspektiven, Bd. 7 (2006), S. 243–253.
- (Hrsg.): Central European history and the European Union. The meaning of Europe. Palgrave Macmillan, Basingstoke 2007, ISBN 978-0-230-54937-1.
- Monasticism in Slovakia and Slovak national development. In: Ines Angeli Murzaku (Hrsg.): Monasticism in Easter Europe and the former Soviet republics. Routledge, London 2016, S. 62–85, ISBN 978-0-415-81959-6.
- Sister Margrit Slachta of Hungary and the deportion of Slovak Jews. In: Canadian Slavonic papers, Bd. 61 (2019), H. 1, S. 99–116.